# Seingbouse
Seingbouse település Franciaországban, Moselle megyében. Lakosainak száma 1695 fő (2022. január 1.). Seingbouse Barst, Béning-lès-Saint-Avold, Betting, Cappel, Farébersviller, Farschviller, Guenviller és Henriville községekkel határos.

## Népesség
A település népessége az elmúlt években az alábbi módon változott:
| Lakosok száma | 1066 | 1575 | 1717 | 1863 | 1882 | 1857 | 1822 | 1753 | 1741 | 1695 |
|               | 1968 | 1982 | 1990 | 2006 | 2013 | 2015 | 2017 | 2019 | 2020 | 2022 |